# أركاديوش ميليك
أركاديوش «أريك» ميليك (بالبولندية: Arkadiusz "Arek" Milik) (المولود 28 فبراير 1994) لاعب كرة قدم بولندي يلعب حاليًا مع نادي يوفنتوس في الدوري الإيطالي في مركز الهجوم.
سبق له اللعب مع نابولي الإيطالي ومع أوغسبورغ وبايرن ليفركوزن في الدوري الألماني ولعب مع كورنيك زابرزي ورازفوج كاتوفيتسه في بولندا ولعب مع أولمبيك مارسيليا في الدوري الفرنسي ولعب مع منتخب بولندا لكرة القدم منذ عام ويبلغ طوله 186 سم.

## وصلات خارجية
- أركاديوش ميليك على موقع الاتحاد الدولي (مؤرشف)  (الإنجليزية)
- أركاديوش ميليك على موقع الاتحاد الأوربي (الإنجليزية)
- أركاديوش ميليك على موقع إي إس بي إن إف سي (الإنجليزية)
- أركاديوش ميليك على موقع قاعدة بيانات كرة القدم.إي يو (الإنجليزية)
- أركاديوش ميليك على موقع ليكيب (الفرنسية)
- أركاديوش ميليك على موقع ناشيونال فوتبول تيمز (الإنجليزية)
- أركاديوش ميليك على موقع Soccerbase.com (لاعب) (الإنجليزية)
- أركاديوش ميليك على موقع Soccerway.com (الإنجليزية)
- أركاديوش ميليك على موقع عالم كرة القدم.نت (الإنجليزية)
- أركاديوش ميليك على موقع كووورة